# Abban von Magheranoidhe
Abban (auch Eibbán oder Moab(b)a und Abban der Eremit; lateinisch Abbanus; † um 520 n. Chr.?) war laut irischer Überlieferung ein katholischer Heiliger. Er soll Abt des Klosters Magh Arnaide (Magheranoidhe, im heutigen Adamstown bei New Ross, County Wexford) gewesen sein. Ferner wird er mit der Kirche Cell Abbáin (Killabban, County Laois) in Verbindung gebracht.
Die in mehreren Fassungen überlieferte Vita Abbans, der zahlreiche Klöster in Munster und Leinster gegründet haben soll, wurde erst lange nach seinem Wirken niedergeschrieben. Zwei erhaltene lateinische Lebensbeschreibungen und eine auf Irisch verfasste Vita des Heiligen gehen wahrscheinlich auf ein um 1218 von Albin O’Molloy, Bischof von Ferns († 1223), auf Latein verfasstes Exemplar zurück. In diese Biographien sind typisch irische Wundermotive eingeflochten. Als Eltern des Heiligen werden Cormac und Mílla angegeben. Abban hat in der katholischen Kirche zwei Festtage, den 27. Oktober und 16. März.